# 南薩拉索塔 (佛羅里達州)
南薩拉索塔（英語：South Sarasota）是位於美國佛羅里達州薩拉索塔縣的一個人口普查指定地區。

## 地理
南薩拉索塔的座標為27°17′13″N 82°31′47″W / 27.28694°N 82.52972°W，而該地最高點為海拔高度4米（即13英尺）。

## 人口
根據2010年美國人口普查的數據，南薩拉索塔的面積為6.00平方千米，當中陸地面積為5.00平方千米，而水域面積為1.00平方千米。當地共有人口4950人，而人口密度為每平方千米825人。